# Гоб-Саунд (Флорида)
Гоб-Саунд (англ. Hobe Sound) — переписна місцевість (CDP) в США, в окрузі Мартін штату Флорида. Населення — 13 163 особи (2020).

## Географія
Гоб-Саунд розташований за координатами 27°4′24″ пн. ш. 80°8′23″ зх. д. / 27.07333° пн. ш. 80.13972° зх. д. (27.073299, -80.139693).  За даними Бюро перепису населення США в 2010 році переписна місцевість мала площу 14,68 км², з яких 13,64 км² — суходіл та 1,04 км² — водойми. В 2017 році площа становила 19,98 км², з яких 18,25 км² — суходіл та 1,73 км² — водойми.

## Демографія
Згідно з переписом 2010 року, у переписній місцевості мешкала 11 521 особа в 5381 домогосподарстві у складі 3206 родин. Густота населення становила 785 осіб/км².  Було 6523 помешкання (444/км²).
Расовий склад населення:
| - 89,3 % — білих - 7,0 % — чорних або афроамериканців - 0,8 % — азіатів - 0,3 % — корінних американців - 0,1 % — вихідців з тихоокеанських островів - 1,4 % — осіб інших рас |

До двох чи більше рас належало 1,2 %. Частка іспаномовних становила 5,2 % від усіх жителів.
За віковим діапазоном населення розподілялося таким чином: 14,9 % — особи молодші 18 років, 54,2 % — особи у віці 18—64 років, 30,9 % — особи у віці 65 років та старші. Медіана віку мешканця становила 53,6 року. На 100 осіб жіночої статі у переписній місцевості припадало 95,2 чоловіків;  на 100 жінок у віці від 18 років та старших — 91,9 чоловіків також старших 18 років.
Середній дохід на одне домашнє господарство  становив 63 875 доларів США (медіана — 42 750), а середній дохід на одну сім'ю — 81 965 доларів (медіана — 56 627). Медіана доходів становила 45 661 долар для чоловіків та 34 500 доларів для жінок. За межею бідності перебувало 13,8 % осіб, у тому числі 27,0 % дітей у віці до 18 років та 6,3 % осіб у віці 65 років та старших.
Цивільне працевлаштоване населення становило 5628 осіб. Основні галузі зайнятості: освіта, охорона здоров'я та соціальна допомога — 18,3 %, мистецтво, розваги та відпочинок — 16,7 %, науковці, спеціалісти, менеджери — 13,3 %, роздрібна торгівля — 11,2 %.